# Jasidih
Jasidih là một thành phố và là một khu vực quy hoạch (notified area) của quận Deoghar thuộc bang Jharkhand, Ấn Độ.

## Địa lý
Jasidih có vị trí 24°31′B 86°39′Đ / 24,52°B 86,65°Đ Nó có độ cao trung bình là 260 mét (853 feet).

## Nhân khẩu
Theo điều tra dân số năm 2001 của Ấn Độ, Jasidih có dân số 14.129 người. Phái nam chiếm 54% tổng số dân và phái nữ chiếm 46%. Jasidih có tỷ lệ 65% biết đọc biết viết, cao hơn tỷ lệ trung bình toàn quốc là 59,5%: tỷ lệ cho phái nam là 74%, và tỷ lệ cho phái nữ là 54%. Tại Jasidih, 14% dân số nhỏ hơn 6 tuổi.